# 海神草属
海神草属（Posidonia）又名波喜荡草属，为海神草科（Posidoniaceae，又名波喜荡草科）下的唯一属，有9种，都是生长在海水中的咸水生植物，为四科海草的其中一科，主要分布在地中海和澳大利亚沿海。本属9种植物中的8种都分布于澳大利亚南半部分的沿海，只有Posidonia oceanica分布于地中海，但地中海区域发现的早始新世化石里有和P. oceanica差异较大的本属植物。
主要种类：
- Posidonia australis Hook.f. 生长在澳大利亚南部沿海
- Posidonia oceanica (L.) Delile. 生长在地中海

2006年在西班牙的地中海岛屿伊维萨岛南部发现了大约有8千米长的大范围大洋海神草生长区域，可能已经持续有10万年之久。
因为其名称源自希腊神话中的海神波塞冬，所以也被翻译为海王神草。